# ジェンガ (イタリア)
ジェンガ（伊: Genga）は、イタリア共和国マルケ州アンコーナ県にある、人口約1,700人の基礎自治体（コムーネ）。

## 地理

### 位置・広がり
アンコーナ県西部に位置する。ファブリアーノから北北東へ10km、マチェラータから西北西へ44km、県都アンコーナから西南西へ51km、ペルージャから北東へ57kmの距離にある。

#### 隣接コムーネ
隣接するコムーネは以下の通り。
- アルチェーヴィア - 北
- セッラ・サン・クイーリコ - 東
- ファブリアーノ - 南西
- サッソフェッラート - 西

### 気候分類・地震分類
ジェンガにおけるイタリアの気候分類 (it) および度日は、zona E, 2195 GGである。
また、イタリアの地震リスク階級 (it) では、zona 2 (sismicità media) に分類される。

## 歴史
この村は、名門貴族のジェンガ家 (Conti della Genga) を輩出したことで知られる。ジェンガ家の末裔には、教皇レオ12世（在位: 1823年 - 1829年）がいる。

## 行政

### 分離集落
以下の分離集落（フラツィオーネ）がある。
- Avenale, Bivio Filipponi, Camponocecchio, Capolavilla, Casamontanara, Cerqueto, Colcello, Colleponi, Falcioni, Gattuccio, Meleto, Monticelli, Palombare, Pianello, Pierosara, Rocchetta, Rosenga, San Donnino, San Fortunato, San Vittore, Trapozzo, Trinquelli, Vallemania, Valtreara

## 文化・観光・施設
- フラサッシの洞窟 (Frasassi Caves)